# Cot Bapisang
Cot Bapisang är en kulle i Indonesien.   Den ligger i provinsen Aceh, i den västra delen av landet, 1 800 km nordväst om huvudstaden Jakarta. Toppen på Cot Bapisang är 215 meter över havet.
Terrängen runt Cot Bapisang är varierad.Runt Cot Bapisang är det ganska tätbefolkat, med 90 invånare per kvadratkilometer. Omgivningarna runt Cot Bapisang är en mosaik av jordbruksmark och naturlig växtlighet.